# Don Costa

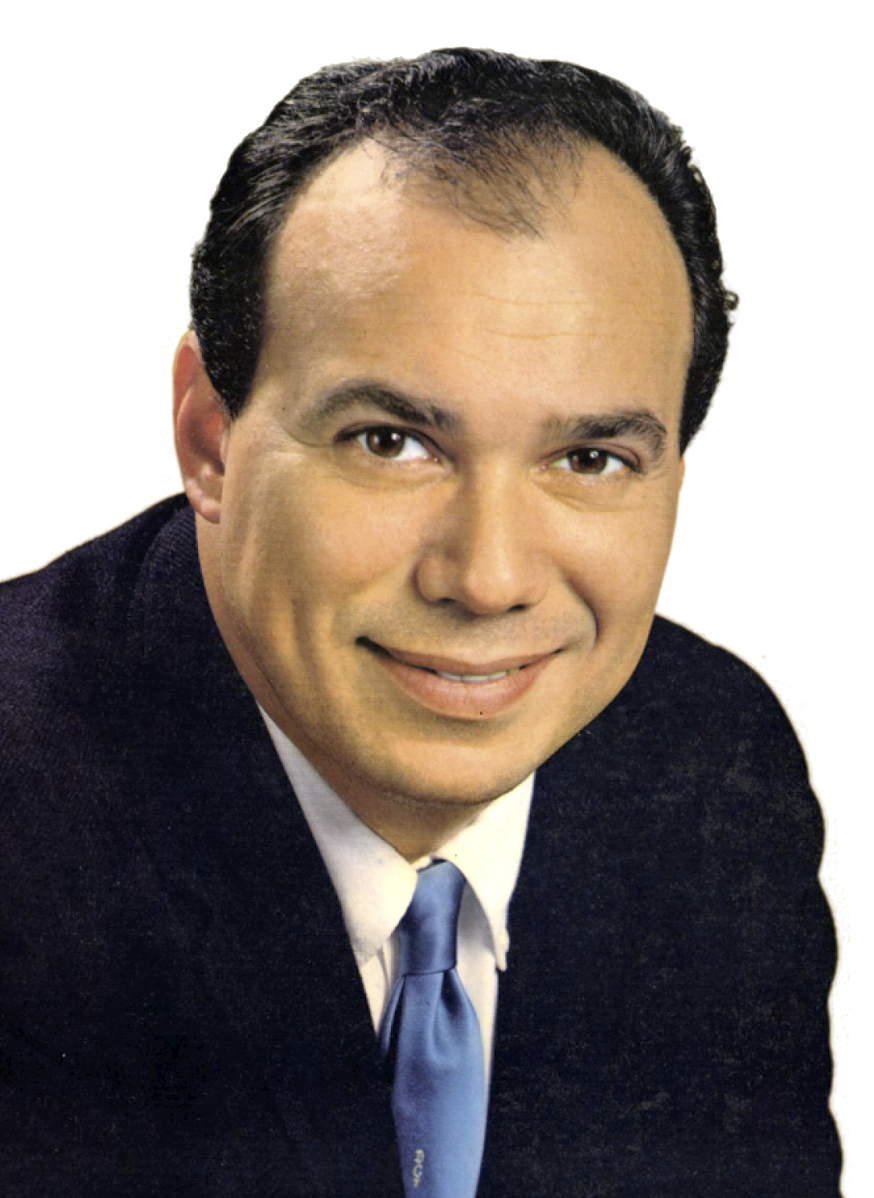
Don Costa (1961)

Dominik P. „Don“ Costa (* 10. Juni 1925 in Boston, Massachusetts; † 19. Januar 1983 in New York City) war ein erfolgreicher US-amerikanischer Musiker und Musikproduzent. Er arbeitete mit Showgrößen wie Frank Sinatra, Rocky Roberts, Paul Anka, Santo & Johnny, Barbra Streisand und Dean Martin zusammen. Don Costa ist der Vater von Nikka Costa.

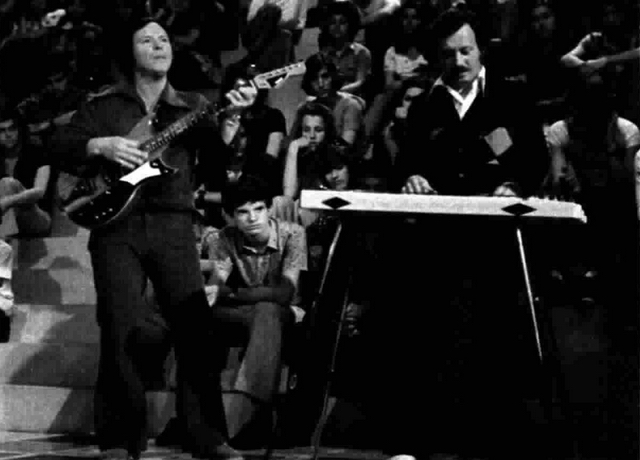
Santo & Johnny

## Leben
Don Costa wurde am 10. Juni 1925 als jüngstes von fünf Kindern in Boston geboren. Als er 8 Jahre alt war, brachte er sich selber das Gitarrespielen bei. Mit 15 Jahren war er Mitglied des CBS-Radio-Orchesters in Boston, doch seine eigentliche Karriere begann als Studio-Musiker in New York. Er und Bucky Pizzarelli spielten die Gitarren hinter Vaughn Monroe unter anderem bei dessen größten Hit (Ghost) Riders in the Sky.
Sein großer Durchbruch kam, als ihn das Vokalduo Eydie Gormé und Steve Lawrence als Arrangeur anheuerte. Costa, Gormé und Lawrence wechselten zu ABC-Paramount, und Costa wurde der leitende Hausarrangeur und Produzent. Während seiner Zeit bei ABC-Paramount entdeckte Costa den jungen Paul Anka; es scheint also kein Zufall zu sein, dass Paul Anka später den Text für Frank Sinatras My Way schrieb. Don Costa arrangierte und produzierte ab 1957 für Paul Anka (u. a. die Hits Diana und Lonely Boy) und, ab 1959, für das Gitarren-Duo Santo & Johnny (u. a. die Hits Sleep Walk und Tear Drop).
Immer im Jahr 1959, wechselte Costa mit Lawrence und Gormé zum neu gegründeten Label United Artists und veröffentlichte einige Alben unter seinem eigenen Namen. Seine Coverversion von Never On Sunday verkaufte sich über eine Million Mal und war die erfolgreichste Adaption des Songs. Der Arrangeur und Jazzposaunist Billy Byers nannte ihn den „Puccini des Pop“ und meinte damit, dass seine Musik voller Melodie sei, meist untersetzt mit einem Chor.
In den frühen 1960ern gründete Don Costa seine eigene Produktionsfirma, die Don Costa Productions, und arrangierte viele Aufnahmen u. a. mit Trini Lopez und Little Anthony & the Imperials.
Costas Hauptinstinkt, die Musik der Zeit zu erkennen und zu arrangieren, beeindruckte auch Frank Sinatra und Santo & Johnny.
Sinatra engagierte ihn erstmals 1961 direkt von Lawrence und Gormé als seinen Arrangeur, später auch als Produzenten verschiedener, teils ebenfalls von Costa arrangierter Alben und Singles auf seinem neu gegründeten Label Reprise.
Don Costa arbeitete in den 1970er Jahren zeitweise auch als Tourleiter mit Sinatra zusammen. Er musste sich aber bereits 1975 nach einem während einer Europatournee in Frankfurt erlittenen Herzinfarkt von diesem Posten zurückziehen und beschränkte sich danach auf Studioarbeiten. Die letzten von Costa arrangierten Stücke für Sinatra entstanden 1982.
Don Costa arrangierte über 200 Musikerfolge, u. a. mit Barbra Streisand und Dean Martin, in so unterschiedlichen Genres wie Pop, Jazz, Swing, Disco und Filmmusik.
Neben den bekannten Alben, die er mit Sinatra arrangierte, wie Cycles (1968) oder My Way (1969), war er auch Produzent von Ol’ Blue Eyes Is Back (1973). 1960 stieg seine Single Theme From „The Unforgiven“ (The Need For Love) in die US-30-Charts ein, und mit Never On Sunday gewann er einen Academy Award. Außerdem komponierte er die Filmmusik u. a. für folgende Filme: Rough Night In Jericho (1967), Madigan (1968) und The Impossible Years (1968). Eine seiner populärsten Zusammenarbeiten mit Frank Sinatra (und gleichzeitig einer der größten Erfolge Sinatras) ist das Arrangement des Titels Theme form New York New York, eine Coverversion des von Liza Minnelli im gleichnamigen Film gesungenen Songs.
1981 veröffentlichte er die Single (Out Here) On My Own, arrangiert von Don Costa und gesungen von Nikka Costa, seiner 9-jährigen Tochter. Der Song verkaufte sich über 3 Millionen Mal.
Über die Frage, wie Costa beschrieben werden könne, äußerte sich sein Produzent Denny Diante: „Sehr einfach, Costa war ein Genie. Er hatte große Ideen, ebenso war er ein unglaublicher Arrangeur. Er wusste was sich verkauft und was nicht. Außerdem hatte er ein gewaltiges Wissen, was Songs betrifft.“

## Filmografie
- 1967: Als Jim Dolan kam (Rough Night in Jericho)
- 1968: Nur noch 72 Stunden (Madigan)
- 1968: Alles was verboten ist (The Impossible Years)
- 1973: The Soul of Nigger Charley